# Поцискова, Нела
Нела Поцискова (словац. Nela Pocisková, род. 4 октября 1990, Братислава) — словацкая певица и актриса.

## Евровидение
Вместе с  Поцисковой принимал участие на конкурсе песни Евровидение 2009 (как участник от Словакии) с песней «Let' tmou». Это было первое выступление участников Словакии на Евровидении после бойкотирования этой страной конкурса с 1999 по 2008 гг.
На Евровидении дуэт получил всего 8 баллов, и финишировал на восемнадцатой (предпоследней) позиции во втором полуфинале. На данный момент это наихудший результат Словакии на этом конкурсе.

## Другие проекты
В 2010 певица стала победительницей четвёртого сезона конкурса «Let’s Dance» (словацкого аналога телевизионного конкурса «Танцы со звёздами»).